# Propalaus
Propalaus is een geslacht van kevers uit de familie  
kniptorren (Elateridae).
Het geslacht is voor het eerst wetenschappelijk beschreven in 2008 door Casari.

## Soorten
Het geslacht omvat de volgende soorten:
- Propalaus alicii (Pjatakowa, 1941)
- Propalaus haroldi (Candèze, 1878)